# Tadeusz Banachiewicz
Tadeusz Julian Banachiewicz (sinh ngày 13 tháng 2 năm 1882 tại Warsaw - mất ngày 17 tháng 11 năm 1954 tại Kraków) là một nhà thiên văn học, nhà toán học và nhà trắc địa người Ba Lan.

## Sự nghiệp khoa học
Tadeusz Banachiewicz nghiên cứu học thuật tại Đại học Warsaw. Sau khi chính quyền Nga đóng cửa trường đại học vào năm 1905, ông đã hoàn thành chương trình học tại Đại học Göttingen, và vào năm 1906, ông đến làm việc tại Đài thiên văn Pulkovo. Ông cũng làm việc tại Đài thiên văn Engelhardt tại Đại học Kazan từ năm 1910 đến năm 1915.
Sau khi Ba Lan độc lập vào năm 1919, Banachiewicz chuyển đến Kraków và trở thành giáo sư tại Đại học Jagiellonia và giám đốc của Đài thiên văn Kraków. Ông là tác giả của khoảng 180 bài báo nghiên cứu khoa học. Năm 1925, ông phát minh ra lý thuyết "cracovians", một loại ma trận đại số được toàn thế giới công nhận. Lý thuyết này được ứng dụng cho cả thiên văn, trắc địa, cơ học và toán học.
Năm 1922, ông chính thức là thành viên của Học viện Ba Lan. Từ năm 1932 đến năm 1938, ông là phó chủ tịch của Liên minh Thiên văn Quốc tế. Ông cũng là chủ tịch đầu tiên của Hiệp hội Thiên văn Ba Lan, phó chủ tịch Ủy ban Trắc địa của các nước Baltic và từ năm 1952 đến khi ông qua đời, ông là thành viên của Viện Hàn lâm Khoa học Ba Lan. Ông cũng là người sáng lập tờ tạp chí Acta Astronomica. Ông là người nhận danh hiệu Tiến sĩ Danh dự từ Đại học Warsaw (1929), Đại học Poznań (1936) và Đại học Sofia ở Bulgaria (1948).
Banachiewicz đã phát minh ra máy quay phim Chronocinematograph, một công cụ thiên văn dùng để quan sát chính xác nhật thực. Ông là tác giả của hơn 500 bài báo, luận án và báo cáo khoa học.